# Hollenthon (Austria)
Hollenthon è un comune austriaco di 1 039 abitanti nel distretto di Wiener Neustadt-Land, in Bassa Austria.